# NGC 1731
NGC 1731 est un amas ouvert associé à une nébuleuse en émission situé dans la constellation de la Dorade. On ne sait pas si cet amas et cette nébuleuse sont situés dans le Grand Nuage de Magellan où s'il s'agit d'un alignement fortuit. NGC 1731 a été découvert par l'astronome britannique John Herschel en 1834.